# محوطه علی‌آباد ۲
محوطه علی‌آباد ۲ مربوط به سده‌های میانه دوران‌های تاریخی پس از اسلام است و در شهرستان ابهر، بخش مرکزی، شهر هیدج واقع شده و این اثر در تاریخ ۲۶ دی ۱۳۸۶ با شمارهٔ ثبت ۲۰۵۵۶ به‌عنوان یکی از آثار ملی ایران به ثبت رسیده‌است.